# Iglesia de corte
Una iglesia de corte era una iglesia en la que se realizaban las funciones eclesiásticas solemnes de la corte de un soberano.

## Historia
La noción de iglesia de corte está directamente derivado de la hofkirche alemana.

## Características
Este tipo de iglesia no cuenta con características uniformes, más allá de la puramente funcional relacionada con la realización de las ceremonias eclesiásticas de la corte.

## Ejemplos
En el continente europeo se encuentran distintos ejemplos notables de esta tipología eclesial:
- La iglesia de los Agustinos y secundariamente, la iglesia de San Miguel, en Viena, iglesias de corte de los Habsburgo.[3][4]
- La Katholische Hofkirche de Dresde, iglesia católica de corte de la corte sajona.[5]
- La iglesia de Santo Domingo, iglesia y parroquia de corte del ducado de Módena.
- La iglesia de Santa Felicita, en Florencia, iglesia y parroquia de corte del gran ducado de Toscana.[6]
- La iglesia de San Luis, en Parma, iglesia y parroquia de corte del Ducado de Parma.[7][8]